# Darvas Benedek
Darvas Benedek (Budapest, 1976. december 4. –) magyar zenész, zeneszerző.

## Életút
Édesanyja: Bodon Anna, Beke Manó-emlékdíjas, matematikatanár.
Édesapjához, Darvas Ferenchez hasonlóan színház körüli zenei feladatok határozták meg pályafutásának első éveit. Darabjai megtalálhatóak a Nemzeti Színház, Pintér Béla társulata és több vidéki teátrum repertoárján. Nagyapja Darvas Szilárd az ötvenes években Gádor Béla társaságában műfajt teremtett a bábszínházban. A bábos hagyomány nem szakadt meg. Édesapja, testvére Darvas Kristóf mellett ő is komponál zenét az egyik legrégebbi színházi műfaj előadásaihoz.
A színházi munkák mellett többek között a Cabaret Medrano és a Vasárnapi gyerekek alternatív formációk tagja.
Pataki Éva a Nagyvárosi mesék - Darvas Ferenc zeneszerző, zongorista című dokumentum filmjében - ritka alkalom - a "Darvas triumvirátus" együtt szerepelt.

## Munkáiból

### Színház
| - Négy lába van a lónak mégis megbotlik - Vesztegzár a Grand Hotelben - Pintér Béla darabjai - Parasztopera - Sehova kapuja - Gyévuska - Anyám orra/ - A sütemények királynője - Árva csillag | - A zöld kilences (Vígszínház) - A leselkedő boszorkány - Mackó és az állatok - Mi újság a Futrinka utcában? (Társszerző: Darvas Kristóf) - A szarvaskirály - Erdei Mikulás - A zsiráfnyakú cica |

### Film
- Tamara

## Kép és hang
- Részletes szakmai önéletrajz
- Vasárnapi gyerekek
- Cabaret Medrano
- Parasztopera
- Nagyapától unokáig. NÉPSZABADSÁGONLINE